# Henri Nouvion (médecin)
Pour les articles homonymes, voir Nouvion (homonymie).
Henri Nouvion (2 mai 1900, Ayen - 15 décembre 1982, Brive-la-Gaillarde) est un médecin phtisiologue français. Dans l'histoire de la médecine, on lui doit une étude sur l'association iodure de  potassium - antigène-méthylique dans le traitement de la tuberculose et l'invention  du « spiroscope compensateur », un modèle de spiromètre hydraulique. Il est aussi connu pour avoir participé à la résistance intérieure française.

## Biographie

### Jeunesse et formation
Interne des Hopitaux de l'Assitance publique à Paris, Henri Nouvion est élève du professeur Émile Sergent à la Faculté de médecine de Paris.

### Carrière médicale

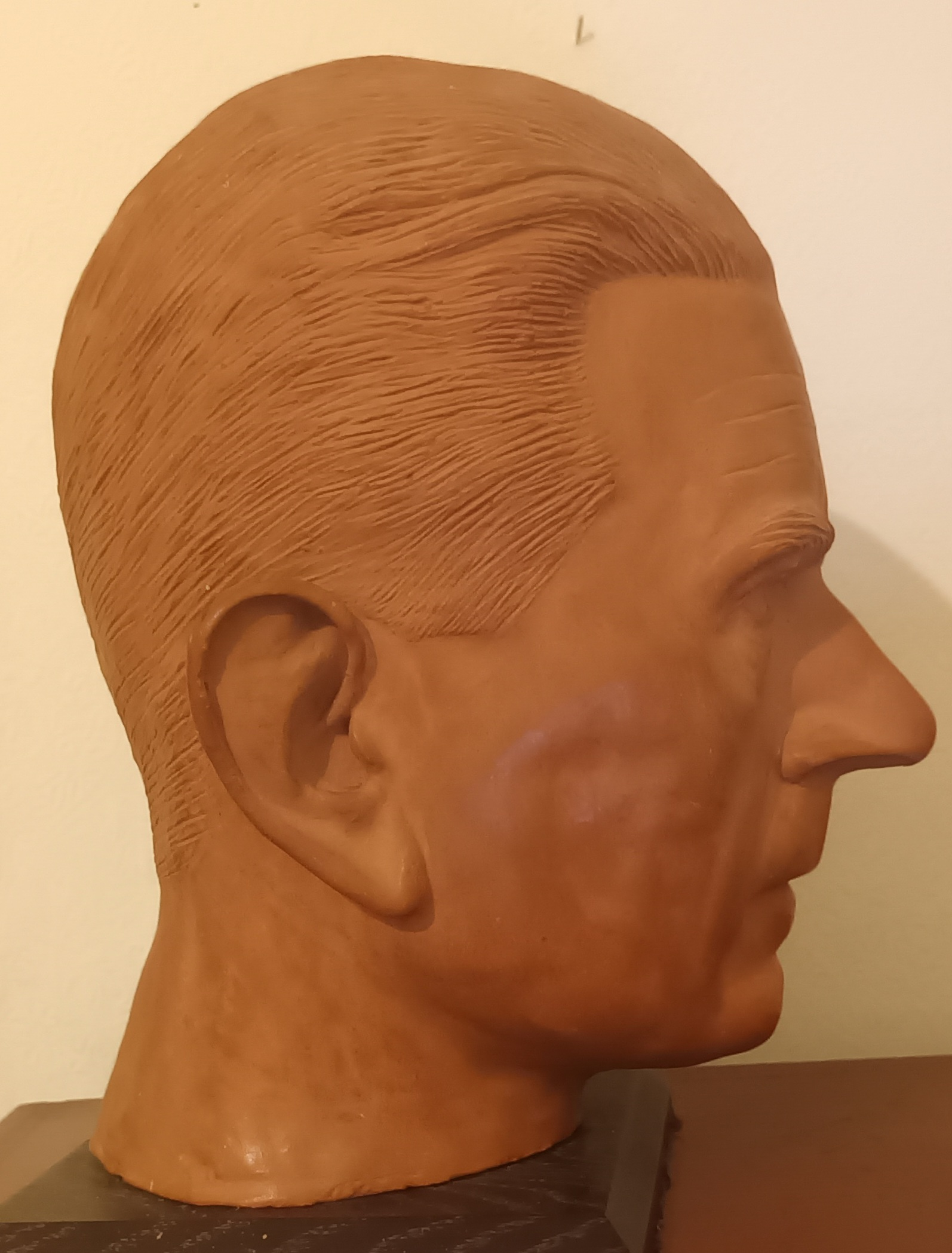
Buste du docteur Henri Nouvion par Ragris, 1947

Sa carrière débute dans les hôpitaux de l'Assistance publique comme médecin adjoint au médecin-chef du sanatorium de Plougonven (Finistère) de juillet 
1929 à mars 1931. Puis il occupera le poste de chef de Service de l'Assistance publique - hôpitaux de Paris (AP-HP) de mars 1931 à mai 1967 au sanatorium Joffre destiné à l'hospitalisation des malades tuberculeux parisiens (aujourd'hui hôpital Joffre-Dupuytren de Draveil).

### Le spiroscope compensateur
Plusieurs médecins du XIXe siècle avaient imaginé le principe du spiromètre sans réussir à le mettre au point. C'est en 1927 que le premier spiromètre moderne voit le jour avec le brevet du spiroscope compensateur d'Henri Nouvion,,. Ce spiromètre à eau fut construit et commercialisé par les établissements E. Spengler (Paris),

### Comportement pendant la seconde Guerre mondiale - Le sanatorium un lieu où se réfugient résistants, juifs et soldats alliés
Au début de l'année 1945, suite à une dénonciation, Henri Nouvion est arrêté et pris comme otage à la sortie de l'hôpital avec les médecins Paul Guilbaud, Arthur Place-Verghnes et Robert Chovelon pour avoir caché pendant une grande partie de l'occupation allemande des parachutistes anglais, des familles juives et des résistants dont Marcelle Auclair, épouse de l'homme de lettres et héros de la résistance Jean Prévost.
Après la guerre, Henri Nouvion est, de 1946 à 1952 maire adjoint RPF de Draveil aux côtés du maire SFIO, Henri Boissier[réf. nécessaire].

### Traitement médicamenteux de la tuberculose
Membre de la Société française de la tuberculose jusqu'en 1965, Nouvion y expose de 1952 à 1960 ses travaux de recherche notamment sur « la conduite pratique du traitement par iodure de  potassium-antigène-méthylique ». L'antigène méthylique est un extrait bacillaire obtenu à partir du bacille de Koch par Léopold Nègre et Alfred Bocquet. Nègre avait précédemment démontré, par ses expériences sur le cobaye et le lapin, que l'action thérapeutique de la streptomycine était nettement renforcée lorsque l'antigène méthylique lui était associé[réf. souhaitée].
Durant 10 années, de 1949 à 1959, Henri Nouvion et ses collaborateurs adaptent cette méthode au traitement de la tuberculose humaine; leurs résultats confirment les recherches de Nègre sur les animaux de laboratoire. Henri Nouvion et ses collaborateurs appliquent ce traitement avec succès aux formes graves de tuberculose pulmonaire chronique chez plusieurs centaines de malades. L'antigène était injecté par voie intramusculaire (dans la même seringue que la streptomycine) et à doses fortes huit jours consécutifs chaque mois. Ces bons résultats sont confirmés au Japon dès 1954 et en particulier par le Pr Yuso Kawamori de la Faculté de Médecine d'Osaka (33e Congrès de la Société Japonaise de la Tuberculose - 24 à 26 mai 1958).

### Dernières années
Une fois mis à la retraite des Hopitaux de Paris, Henri Nouvion quitta la capitale pour se retirer à Ayen où il continuera jusqu'à sa mort en 1982 à donner son avis de médecin quand la population avoisinante le lui demandait.

### Famille
Petit-fils du préfet de l'Empire, Jean-Baptiste Nouvion, Henri Nouvion était marié à la fille d'un industriel et propriétaire de mines en Turquie, Léon Faure qui fut aussi conseiller scientifique de Mustafa Kemal Atatürk[réf. nécessaire].

## Distinctions
- Lauréat de la Faculté de Médecine de Paris - Prix de Thèse (Médaille bronze) - 1926

## Travaux et publications
Ouvrages
- Henri Nouvion, Capacité vitale et force respiratoire. Y a-t-il automatisme pulmonaire ?, Paris, Thèse de médecine, Paris. 1926. no 273 - Librairie Marcel Vigné, 1927 (OCLC 197054544)
- Henri Nouvion, H. Rotenstein, Elise Pauc, Aurothérapie et cure sanatoriale. Les sels d'or ont-ils le pouvoir de provoquer des nettoyages radiologiques pulmonaires chez les tuberculeux en cure sanatoriale ?, Paris, Éditions Masson, 1934
- Henri Nouvion, Conseils à l'entrée au Sanatorium : Édité sous le patronage du Comité National de Défense contre la Tuberculose, Paris, Polydor (édition sonore), 1940 (BNF 37992921)
- Henri Nouvion, Le Moi et l'autre : Propos sur la vie et la mort, le monde des images, Paris, La Pensée universelle, 1973 (OCLC 1230161)

Articles
- Un sanatorium russe - H. Nouvion, P. Gilhem, A. Mouret (Revue de la tuberculose 1947 p.93)
- Pour interpréter l'action de la chimiothérapie dans la tuberculose pulmonaire; sels d'or et selz de bismuth - H. Nouvion, A. Place-Verghnes, R. Chovelon (Revue de la tuberculose 1947 - 11(9-10):739-41)
- Essai de traitement de la Tuberculose pulmonaire chronique par la streptomycine associée à l’iodure de potassium et à l’antigène méthylique - H. Nouvion et Coll. (Revue de la Tuberculose N° 10-11 1952).
- Action de la streptomycine ou d’Isoniazide associée à l’Iodure de K. et à l’antigène méthylique sur les foyers pulmonaires de la tuberculose chronique - H. Nouvion et Coll. (Revue de la Tuberculose N° 6 1953).
- Iodure de K et l’antigène méthylique dans la Tuberculose pulmonaire chronique (variation du nombre des améliorations radiologiques et bacilloscopiques suivant les modalités du traitement par streptomycine et Isoniazide - H. Nouvion et Coll. (Revue de la Tuberculose N° 10 11 1953).
- Iodure de K et l’antigène méthylique dans la Tuberculose pulmonaire chronique traitée par streptomycine et Isoniazide (étude comparative contre épreuve) - H. Nouvion et Coll. (Revue de la Tuberculose N° 7 / 8 1954).
- Réactions focales provoquées par l’iodure de potassium et essai d’immunisation par l’antigène méthylique dans la Tuberculose pulmonaire chronique - H. Nouvion et Coll. (Le Poumon N° mars 1954).
- L’antigène méthylique par voie orale - H. Nouvion et Coll. (Revue de la Tuberculose N° 3 1955).
- Sensibilité et résistance au Bacille de Kock aux antibactériens (seuil de résistance) - H. Nouvion et Coll. (Revue de la Tuberculose N° 5 1956).
- L’antigène méthylique dans la Tuberculose Pulmonaire (application clinique) - H. Nouvion et Coll. (Revue de la Tuberculose N° 7/8 1956).
- Action de l’antigène méthylique dans la Tuberculose Pulmonaire (rôle du temps physiologique) - H. Nouvion et Coll. (Le Poumon et le Cœur N° 8 1956).
- Comment augmenter le taux d’INH dans les foyers de tuberculose pulmonaire - H. Nouvion et Coll. (Revue de la Tuberculose et de pneumologie N° 8/9 1959).